# Old Man's Child
Old Man's Child är ett norskt melodiskt black metal-band från Oslo, bildat 1993. Gruppens låttexter handlar om sorg, misantropi, mänskligheten och ondska.

## Historia
Old Man's Child bildades sommaren 1993, när gitarristen och sångaren Thomas Rune "Galder" Andersen, gitarristen Jon Øyvind "Jardar" Andersen och trummisen Kenneth "Tjodalv" Åkesson bestämde sig för att bilda ett band specialiserat på klassisk death metal. De upptäckte snart sin gemensamma kärlek för extrem black metal och när Brynjard Tristan (Dimmu Borgir) gick med i bandet var den nya musikaliska vägen klar, en kombination av klassisk thrash metal blandat med intensiv death metal och symfonisk black metal. I november 1994 spelade bandet in sin första 5-spårs-demo, "In the Shades of Life", som vann uppmärksamhet hos Dimmu Borgirs sångare Shagraths skivbolag Hot Records. Gruppen började snabbt att arbeta på sitt debutalbum, Born of the Flickering, som gjorde en sammanstötning med den tidens exploderande black metal-scen. Med sin ondskefulla mystik och råa ljud fick albumet uppmärksamhet hos Century Media som skrev skivkontrakt med bandet och återutgav plattan vilket gjorde bandets namn känt internationellt.
Black metal-gemenskapens hängivenhet fortsatte med bandets andra fullängdsalbum, The Pagan Prosperity som gavs ut 1997. Banduppsättningen ändrades med Tjodalvs avhopp, som gick över till Dimmu Borgir, de nya musikerna som gick med i bandet var Sarke på trummor och Sverre "Blodstrup" Stokland, som båda kom ifrån det norska black metal-bandet Tulus. Galder började direkt efter bandets andra fullängdsalbum att arbeta på bandets tredje fullängdsalbum, Ill-Natured Spiritual Invasion, som släpptes 1998. Gene Hoglan från Strapping Young Lad, Dark Angel, Death, Dethklok m.fl. hjälpte till som trummis på gruppens tredje album som för övrigt spelades in i svenska Sunlight Studios med Tomas Skogsberg som ljudtekniker. För inspelningen av gruppens fjärde fullängdsalbum, Revelation 666 - The Curse of Damnation, rekryterade Galder originalgitarristen Jardar samt gästtrummisen Tjodalv. Färsk från Dimmu Borgir, lånade Tjodalv ett införande av black metal-influenser till fyra av albumets åtta spår. Dessutom blev det en bred användning av klaviatur och atmosfäriska nyanser som ökade mörkare och mer seriösa element till Old Man's Childs ljud. Resultatet blev lika inbjudande som det är olycksbådande. Peter Tägtgren var ljudtekniker på Revelation 666 - The Curse of Damnation och samproducerade albumet med Galder i sin studio, Abyss Studios.
Old Man's Child tog ett kort avbrott när Galder gick med i Dimmu Borgir år 2000. Galder började 2002 arbeta med skriveriet för gruppens femte fullängdsalbum, In Defiance of Existence. Gitarrist var återigen Jardar, och tillsammans skapade de ett album med atmosfärisk black metal i sann Old Man's Child anda. Det enda som saknades var en trummis som kunde matcha intensiviteten som de båda gitarristerna framförde. Galder behövde inte leta längre än till sin egen Dimmu Borgir-kollega Nicholas Barker (ex-Cradle of Filth). Albumet producerades av Galder själv och spelades in i Studio Fredman tillsammans med ljudteknikern Fredrik Nordström. Kostas Karamitroudis (ex-Dream Evil) framförde gitarrsolon på två spår på In Defiance of Existence. I oktober, 2005 gavs gruppens sjätte fullängdsalbum, Vermin ut. Galder stod för alla instrument själv utom trummorna som framfördes av Reno H. Kiilerich. Albumet spelades in i Studio Fredman och producenter för albumet var Frederik Nordström och Patrik J Sten.

## Medlemmar
Nuvarande medlemmar
- Galder (Thomas Rune Andersen) – sång, gitarr, basgitarr, keyboard (1993–2009, 2019–)

Tidigare medlemmar
- Tjodalv (Ian Kenneth Åkesson) – trummor (1993–1995, 1999–2003)
- Jardar (Jon Øyvind Andersen) – gitarr, bakgrundssång (1993–1997, 1999–2003)
- Brynjard Tristan (Ivar Tristan Lundsten) – basgitarr (1994–1995)
- Gonde (Frode Forsmo) – basgitarr (1995–1997)
- Aldrahn (Bjørn Dencker Gjerde) – sång (1995)
- Tony Kirkemo – trummor (1996–1997)
- Memnoch (Håkon Didriksen) – basgitarr (1999–2001)
- Grimar (Jan Roger Halvorsen) – trummor (1999–2000)
- Nicholas Barker – trummor (2003)

Turnerande medlemmar
- Sarke (Thomas Berglie) – trummor
- Gene Hoglan – trummor (1998–1999)
- Punisher – gitarr (1998)
- Vivandre (Christer Pedersen) – keyboard (2000)

Bidragande musiker (studio)
- Toril Snyen Marjala – sång (1996)
- Ricky Black (Richard Wikstrand) – gitarr (1996)
- J. Lohngrin Cremonese (Jørgen Pettersson) – sång (1997)
- Gene Hoglan – trummor (1998)
- Marielle Anderson – sång (2000)
- Nicholas Barker – trummor (2003)
- Gus G. (Konstantinos "Kostas" Karamitroudis) – gitarr (2003)
- Reno Kiilerich – trummor (2005)
- Eric Peterson – gitarr (2005)
- Peter Wildoer – (2008)

## Diskografi
Demo
- 1994 – In the Shades of Life

Studioalbum
- 1995 – Born of the Flickering
- 1997 – The Pagan Prosperity
- 1998 – Ill-Natured Spiritual Invasion
- 2000 – Revelation 666 - The Curse of Damnation
- 2003 – In Defiance of Existence
- 2005 – Vermin
- 2009 – Slaves of the World

Delad album
- 1999 – Devil's Path / In the Shades of Life (aka Sons of Satan Gather for Attack) (Dimmu Borgir / Galder)

Samlingsalbum
- 2003 – The Historical Plague (5x12" vinyl box)